# Struino, Șumen
Struino (în bulgară Струино) este un sat în comuna Șumen, regiunea Șumen,  Bulgaria. 

## Demografie
Componența etnică a satului Struino
     Turci (25,91%)
     Bulgari (37,19%)
     Romi (35,36%)
     Nicio identificare (0,6%)
     Altele (0,91%)
La recensământul din 2011, populația satului Struino era de 328 locuitori. Nu există o etnie majoritară, locuitorii fiind bulgari (37,19%), romi (35,36%) și turci (25,91%). Pentru 0,6% din locuitori nu este cunoscută apartenența etnică.